# Adinandra maculosa
Adinandra maculosa là một loài thực vật có hoa trong họ Pentaphylacaceae. Loài này được T.Anderson ex Dyer mô tả khoa học đầu tiên năm 1874.